# Высшая партийная школа

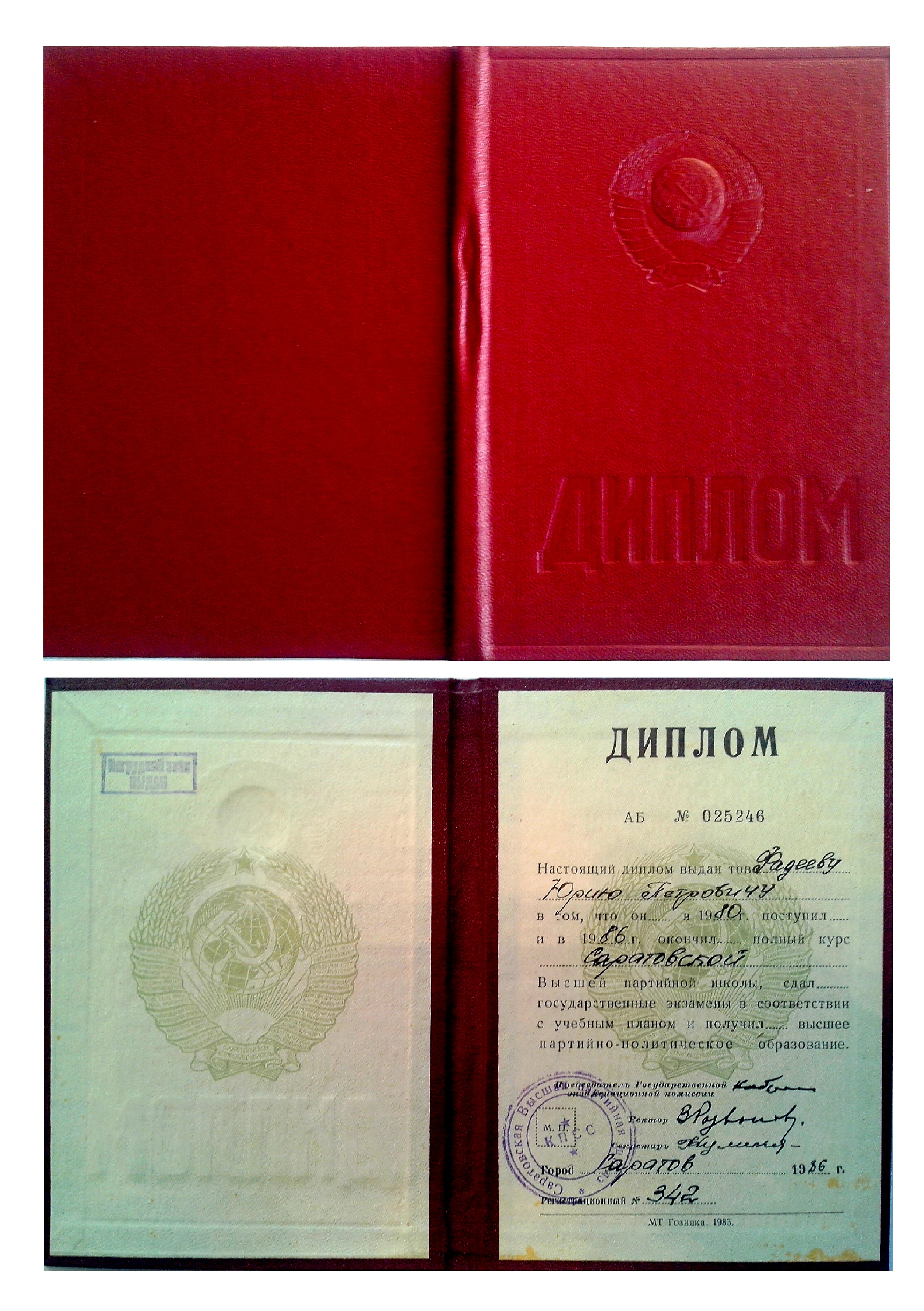
Диплом Высшей партийной школы

Высшая партийная школа (ВПШ) — высшие учебные заведения в СССР в 1946—1991 годах для подготовки руководящих партийных и советских кадров, а также подготовки руководителей средств массовой информации. Школы создавались и находились под руководством соответствующих Центральных Комитетов Коммунистической партии союзных республик, обкомов и крайкомов КПСС. Учебно-методическое руководство системой ВПШ осуществлялось Высшей партийной школой при ЦК КПСС и Заочной высшей партийной школой (ЗВПШ) при ЦК КПСС.

## История ВПШ КПСС
Существовали очные (ВПШ) и заочные (ЗВПШ) партийные школы.
Учебный процесс школ строился, исходя из уровня подготовки абитуриентов:
- на базе высшего образования давалось высшее партийно-политическое образование (с 2-годичным сроком обучения в ВПШ и 3-годичным в ЗВПШ)
- на базе среднего — высшее общее и партийно-политическое образование (с 4-годичным сроком обучения в ВПШ и 5-годичным в ЗВПШ).

Приём в школу членов партии (со стажем не менее трёх лет) осуществлялся по рекомендации ЦК КП союзных республик, обкомов и крайкомов КПСС. Дополнительным требованием к абитуриентам был опыт партийной, советской, комсомольской, журналистской работы или проявленные организаторские способности в выборных партийных и советских органах.
Учебные планы подготовки кадров и состав кафедр ВПШ менялись в зависимости от конкретных условий (национального состава, образовательного уровня слушателей, требований политического момента). В 1970—1980-х годах в составе ВПШ находились кафедры: истории КПСС, марксистско-ленинской философии, политэкономии, научного коммунизма, партийного строительства, советского государственного строительства и права, международного коммунистического и национально-освободительного движения, советской экономики и управления народным хозяйством, журналистики, русского языка, иностранных языков и др.
Необходимость идеологической подготовки кадров для партийной работы была впервые обоснована В. И. Ульяновым в 1906 году. Подготовка руководящих кадров партийных ячеек в период до 1917 года в основном осуществлялась в марксистских кружках.
Первым учебным заведением для подготовки партийных кадров была созданная в пригороде Парижа в 1911 году Партийная школа в Лонжюмо.
После Октябрьской революции 1917 года началось активное строительство новой системы образования, построенной на идеологии классовой борьбы. Практически во всех крупных городах создавались школы или краткие курсы партийной работы.
Предшественниками Высшей партийной школы при ЦК ВКП(б)/КПСС были курсы агитаторов-инструкторов при ВЦИК, созданные в июне 1918 года, Коммунистический университет имени Я. М. Свердлова (1919), Высшая школа пропагандистов имени Я. М. Свердлова.
Будучи изначально школой повышения квалификации с продолжительностью обучения 6-8 месяцев Коммунистический университет постепенно перешел к подготовке кадров в течение 2, 3 и 4 лет. В университете с лекциями выступали В. И. Ульянов (Ленин), Я. М. Свердлов, А. М. Горький, М. И. Калинин, В. В. Куйбышев.
В 1921 году на X съезде РКП (б) было принято решение о создании советско-партийных школ с ускоренным обучением практически в каждом губернском городе, коммунистических университетов в крупных городах страны. Было определено три типа советско-партийных школ. Советская партийная школа первой ступени с трехмесячным курсом для рабочих районов и четырёхмесячным — для крестьянских районов — ставила задачей дать элементарные политические знания местным работникам. После окончания школы основная масса курсантов возвращалась на места своей прежней работы. Советская партийная школа второй ступени готовила советских и партийных работников. Она комплектовалась из лиц, окончивших школу первой ступени или имеющих знания в этом объёме. Советская партийная школа второй ступени должна была дать слушателям разностороннее марксистское развитие. Курс был рассчитан на год — шесть месяцев теоретических занятий и три месяца учёбы на специальных отделениях. Советская партийная школа третьей ступени являлась коммунистическим университетом с трёхлетним курсом обучения (два года — общетеоретический курс и один год — специализация). Она должна была готовить «образованных марксистов, призванных сменять старую партийную гвардию».
Впоследствии такие школы неоднократно преобразовывались, в том числе были переориентированы на подготовку специалистов для различных отраслей народного хозяйства (особенно сельского хозяйства). Координация деятельности таких школ осуществлялась местными партийными органами. К концу 1930-х годов большинство совпартшкол было ликвидировано.
Помимо иных, советско-партийные школы реализовывали и национальную задачу — обеспечение коренизации кадров в регионах страны. Коренизация государственного аппарата предполагала, с одной стороны, ведение делопроизводства во всех государственных органах на национальных языках, а с другой — привлечение в органы власти, управления и суда представителей местного населения, знакомых с его традициями и бытом. В условиях ещё неизжитого недоверия к русским, унаследованного от царизма и старательно разжигаемого националистами, было необходимо, чтобы трудящиеся национальных районов видели своих представителей в органах управления автономных республик, областей, трудовых коммун.
В 1921 году в соответствии с постановлением Совета народных комиссаров РСФСР был образован Институт красной профессуры, призванный готовить преподавательские кадры для преподавания в вузах страны теоретической экономики, исторического материализма, развития общественных форм, новейшей истории и советского строительства.
В 1938 году на его базе создана Высшая школа марксизма-ленинизма при ЦК ВКП (б), преобразованная в 1946 году в Академию общественных наук при ЦК КПСС. Кроме того, Институт красной профессуры стал основой для создания Академии наук СССР, полностью или частично войдя в неё своими институтами (философии, экономики, истории, советского строительства и права и др.), наряду с институтами Коммунистической академии (была создана в 1918 году) и Российской ассоциации научно-исследовательских институтов общественных наук (РАНИОН) в конце 1930-х годов.
В годы Великой Отечественной войны потребность в гражданских управленческих кадрах возросла, уже с 1944 года на освобождаемой от захватчиков территории стали воссоздаваться курсы (от одного до шести месяцев) повышения квалификации.
В 1946 году было принято специальное постановление ЦК КПСС о подготовке и переподготовке партийных и советских работников, согласно которому создавалась система партийных учебных заведений, включавшая в себя Высшую партийную школу при ЦК КПСС (ВПШ), республиканские, областные и краевые партийные школы, курсы переподготовки при ВПШ и при местных партийных школах, Академию общественных наук при ЦК КПСС.
Учебные планы партийных школ подчинялись задаче идеологической обработки слушателей. В учебном плане ВПШ доля исторических дисциплин (история ВКП(б), история СССР, всеобщая история, история международных отношений и внешней политики СССР) составляла 30,8 %, доля дисциплин по руководству отраслями народного хозяйства не превышала 19,2 %, по партийному строительству — 41 %. Тем не менее, даже такая подготовка имела значение, поскольку повышала статус работника, прошедшего обучение в партийных школах. Обучение в ВПШ завершалось получением диплома об окончании высшего партийного учебного заведения, а в региональных партийных учебных заведениях — диплома об окончании партийной школы. Это было особенно существенно, если учесть, что среди секретарей райкомов, горкомов, окружкомов партии в 1946 году было 81,3 % работников со средним образованием и ниже, в том числе 25,4 % с начальным образованием, а среди секретарей обкомов, крайкомов, ЦК компартий союзных республик соответственно 49,8 и 10,8 процента.
Система партийного образования строилась по номенклатурному принципу и имела закрытый характер. Прием слушателей в школы происходил по направлению соответствующих партийных комитетов и в зависимости от занимаемой абитуриентом должности.
Всего за период 1947—1956 годов все виды партийных школ окончили около 80 тыс. человек, в том числе ВПШ — 3,5 тысячи человек.
Реформы Н. С. Хрущёва не могли не затронуть сферу расстановки, подготовки и переподготовки кадров. На XX съезде КПСС Хрущев возмущался тем, что партийные учебные заведения готовили работников, «сплошь и рядом не знающих основ конкретной экономики». В результате он потребовал решительной перестройки системы партийного обучения. Учитывая, что часть политических кадров уже прошла подготовку, ЦК решил сократить существовавшую сеть партийных школ и создать ряд крупных межобластных партийных школ, которые давали бы слушателям законченное высшее партийно-политическое образование.
Были созданы (или сохранены):
- высшая партийная школа при ЦК КПСС (Москва);
- межобластные и межреспубликанские партийные (четырёхгодичные) школы (Москва, Ленинград, Вологда, Горький, Куйбышев, Саратов, Сталинград, Воронеж, Ростов, Казань, Свердловск, Пермь, Новосибирск, Барнаул, Красноярск, Иркутск, Хабаровск, Ярославль, Уфа, Харьков, Львов, Одесса, Днепропетровск, Сталино, Минск, Вильнюс, Кишинёв, Алма-Ата, Ташкент, Баку);
- трехгодичные партийные курсы (Курск, Пенза, Смоленск, Тамбов, Саранск, Махачкала, Чкалов, Курган, Омск, Владивосток, Ереван, Фрунзе, Сталинабад.

Была решительно изменена структура учебных планов, которые перешли на 4-годичный цикл обучения. Теперь исторические дисциплины стали занимать всего 18,1 %, а экономический цикл дисциплин — 53,3 % учебного времени. Вводились такие дисциплины, как «Экономика, организация и планирование предприятий промышленности, строительства и транспорта, а также сельскохозяйственных предприятий»; «Энергетическая база промышленности», «Технология важнейших отраслей промышленности», «Производственное и гражданское строительство», «Животноводство», «Торговля», «Финансы и кредит» и другие. Выпускники партийных школ должны были быть универсалами в вопросах экономики и «немного» знать о партийном строительстве (на это отводилось около 5 % учебного времени).
В 1960-х годах завершается процесс комплектования штата управленцев за счет специалистов с высшим образованием. Теперь не только высший эшелон власти в своем большинстве имел высшее образование (эта задача была решена ещё при Сталине), но и низший уровень. Именно во времена Хрущева региональная элита стала приобретать «просвещенный» облик.
Смена власти в октябре 1964 года в очередной раз повлияла на содержание обучения в системе партийного образования. На первом после смещения Н. С. Хрущева съезде партии было заявлено, что предстоит серьёзно улучшить подготовку и переподготовку партийных, советских и хозяйственных кадров. Последовавшие за этим ряд постановлений ЦК КПСС внесли изменения в структуру и организацию системы высшего политического образования. Сокращалось изучение технологических предметов, вместо этого вводилось изучение основных направлений научно-технического прогресса и передового опыта.
С 1967—1969 годов до начала 1991 года работали постоянно действующие курсы по переподготовке партийных и советских кадров. Основная цель курсов — повышение квалификации и идейно-политической подготовки освобожденных секретарей первичных организаций, заведующих отделами, инструкторов горкомов, райкомов партии, редакторов и их заместителей многотиражных газет, председателей Советов. Для ведения занятий привлекались штатные лекторы региональных парткомов, а также ведущие преподаватели высших учебных заведений.
В 1971 году подготовка региональных политических кадров была переориентирована на глубокое изучение марксизма-ленинизма, исторического опыта КПСС, принципов партийного и государственного руководства, процессов перерастания социализма в коммунизм. Усиливалось значение изучения основ политической работы (основ партийной пропаганды, социальной идеологии и педагогики в партийной работе, вопросов культурного строительства).
В 1974 году действовало 14 ВПШ. За период 1946—1974 ВПШ окончило свыше 166 тыс. человек.
Прежняя система партийно-государственного управления стала стремительно изживать себя только после проведения в 1990 году масштабной политической реформы. Отмена ст. 6 Конституции СССР в марте 1990 года упразднила прежний политико-юридический статус КПСС. Партия утратила важнейший правовой аргумент, который обосновывал её вмешательство во все сферы общественной жизни. После выборов народных депутатов РСФСР и местных Советов на альтернативной основе, прошедших весной 1990 года, партийные комитеты не смогли наладить тесное взаимодействие с коммунистами в Советах, поэтому их политическое влияние на органы государственной власти сильно ослабло. XXVIII съезд КПСС, состоявшийся 2-13 июля 1990 года, принял решение о переходе к регулируемому рынку и, соответственно, устранении партии от управления экономикой. Съезд постановил ликвидировать номенклатуру кадров и наделить аппараты партийных комитетов только информационно-аналитическими, прогнозно-социологическими и консультативными функциями.
На протяжении 1991 года управляющее воздействие партийных органов на специализированные учебные заведения ослаблялось, на базе партийных школ и курсов повышения квалификации появились новые учебные заведения — институты управления (социально-политических наук), школы или курсы организаторов управления и политологии.
К концу 1991 года имущественный комплекс Академии общественных наук при ЦК КПСС, бывших высших партийных школ в регионах оказался в ведении Администрации Президента Российской Федерации. По инициативе представителей бывших партийных школ на их основе была создана система подготовки и повышения квалификации кадров для федеральной государственной службы: образована Российская академия государственной службы при Президенте Российской Федерации и региональные академии государственной службы (Дальневосточная, Сибирская, Уральская, Северо-Западная, Северо-Кавказская, Волго-Вятская, Поволжская, Волгоградская).
Ленинградская Высшая партийная школа располагалась в Таврическом дворце.

Здание Московской Высшей партийной школы КПСС по адресу Ленинградский проспект, д. 17 (ныне — Московский международный университет)
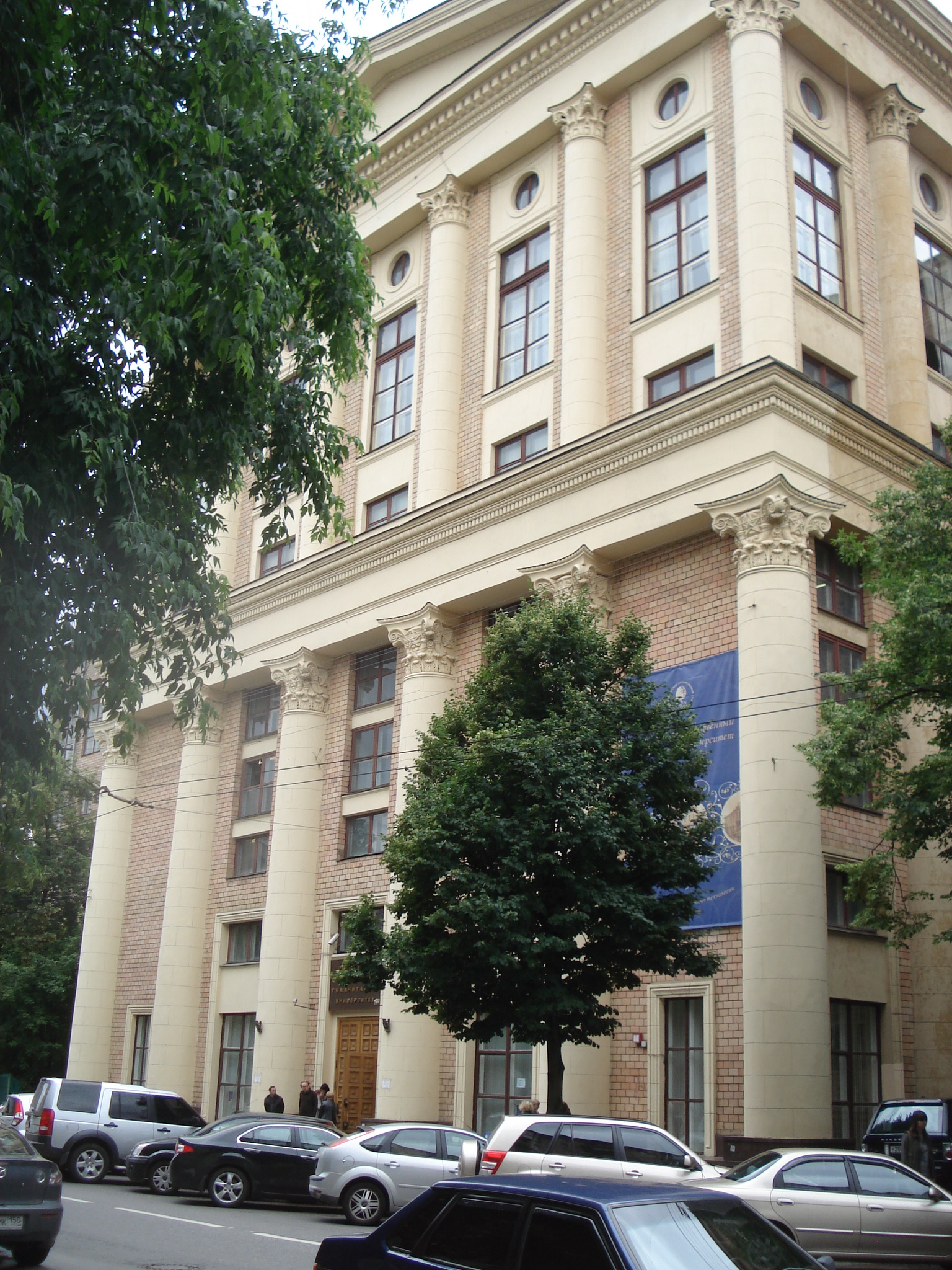
Здание бывшей Высшей партийной школы в Москве. (Российский государственный гуманитарный университет)
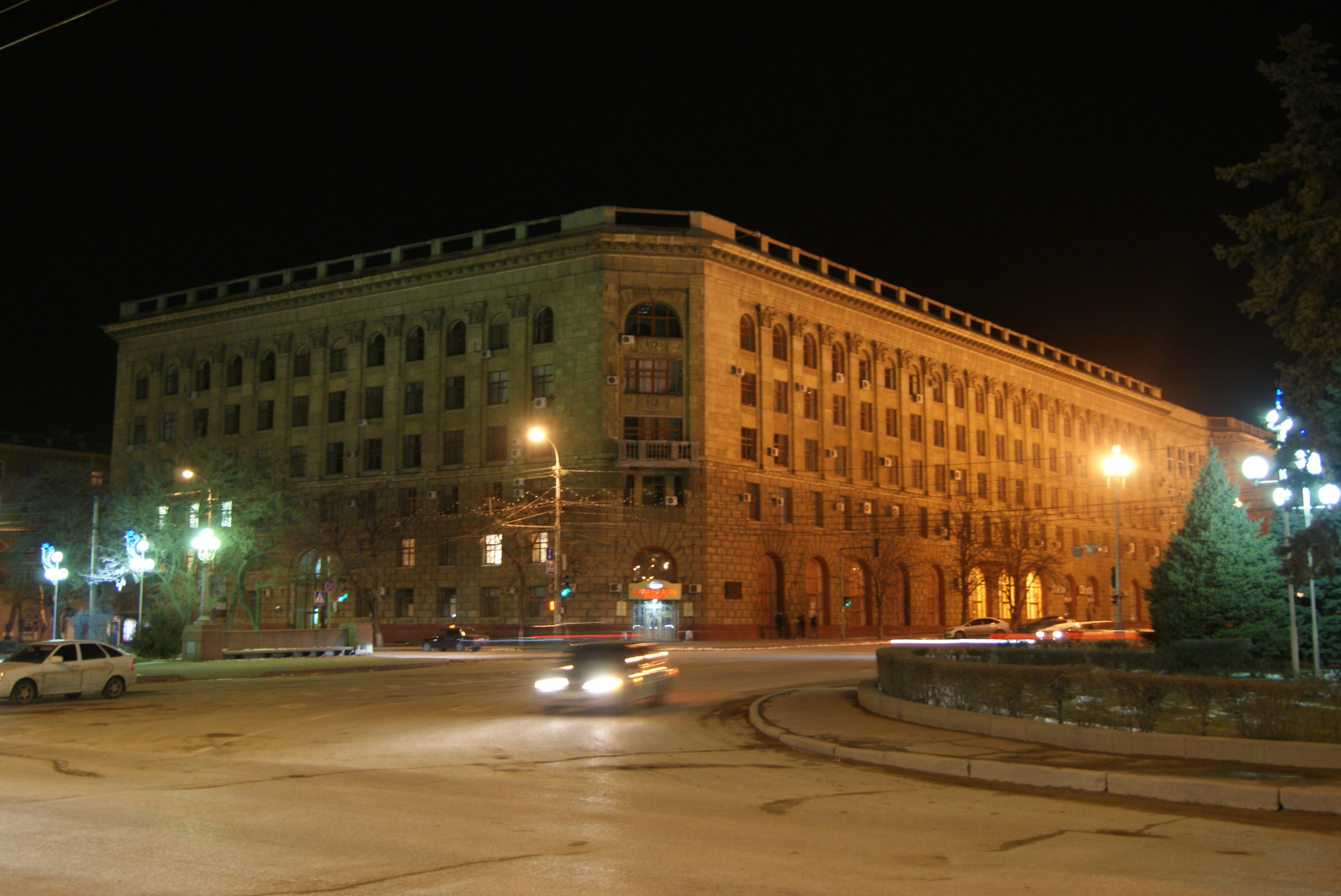
Здание бывшей Высшей партийной школы в Волгограде (Волгоградский государственный медицинский университет)
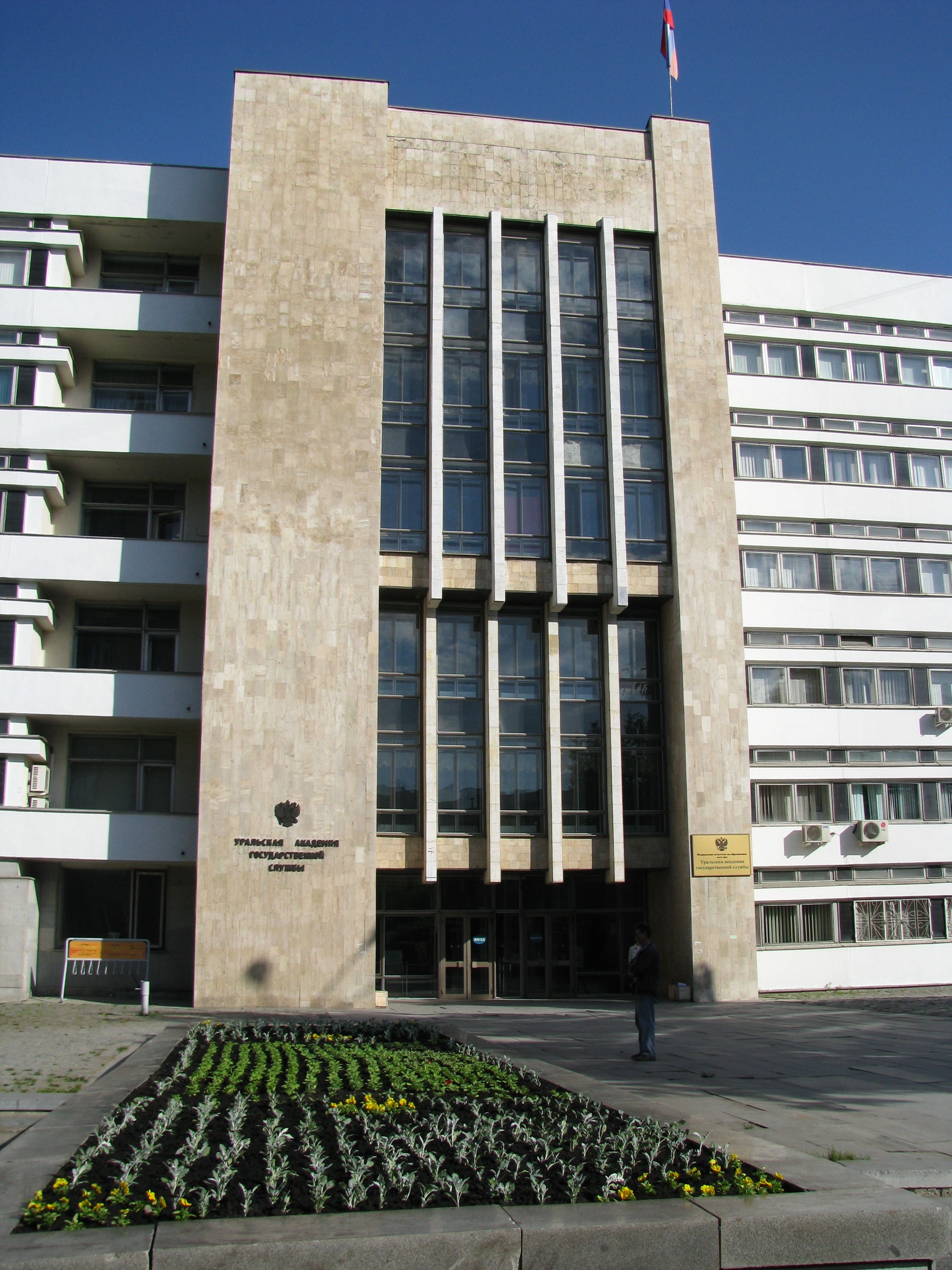
Здание бывшей Свердловской Высшей партийной школы в Екатеринбурге. (Уральская академия государственной службы)
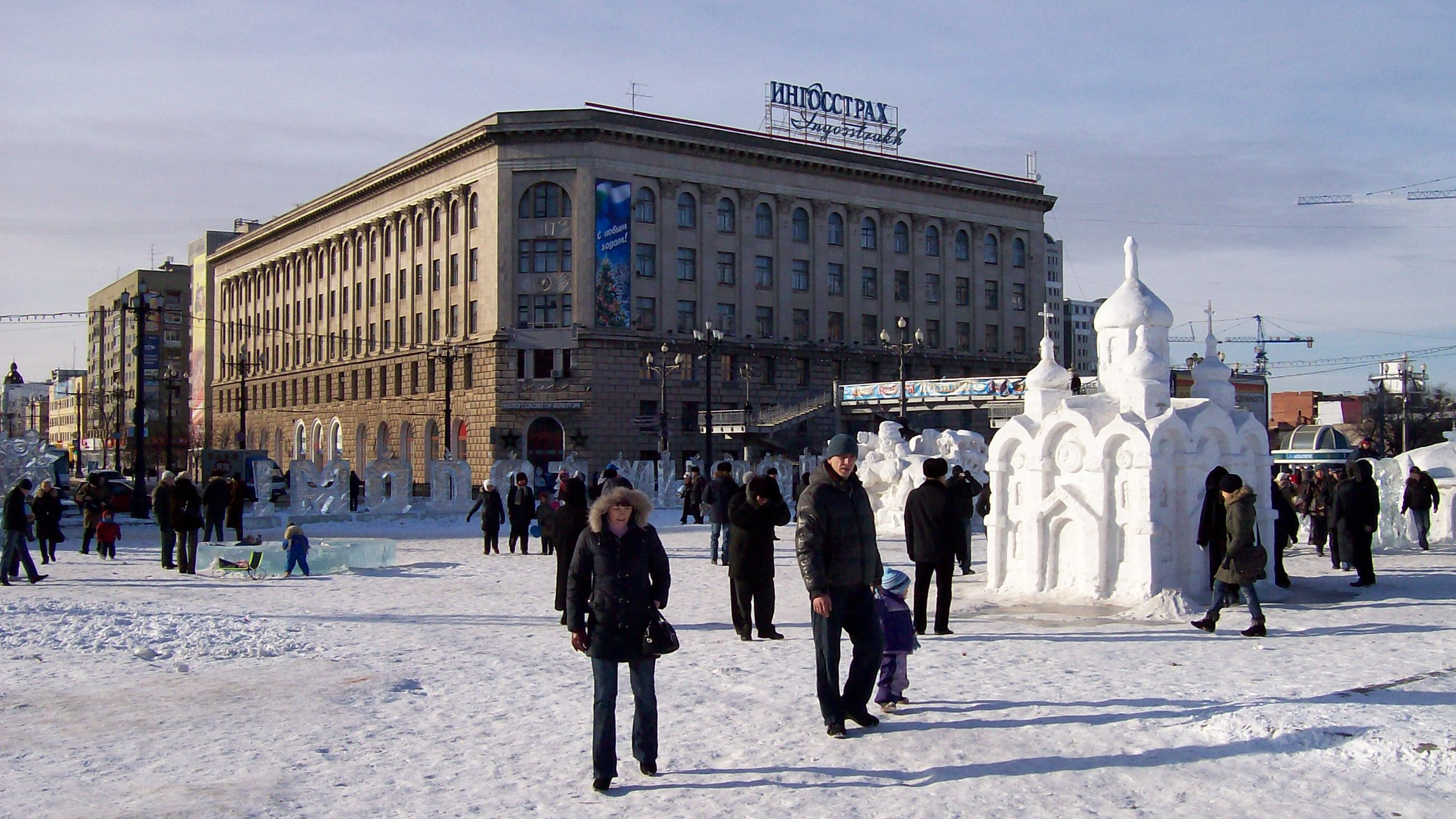
Здание бывшей Высшей партийной школы в Хабаровске (Дальневосточная академия государственной службы)

## Партийные школы в современной России
В 1999 году при ЛДПР создан негосударственный «Институт мировых цивилизаций», который единственный предоставляет полноценное высшее образование.
В 2008 году Справедливой Россией создан АНО «Институт Справедливый мир» — в форме научно-исследовательского центра и курсов для своего партактива.
В 2013 году Единой Россией в рамках партийного проекта был создан «Гражданский университет». В 2019 переименован в «Высшую партийную школу» (ВПШ), который проводит курсы для своего партийного актива. В 2016 году на период предварительного голосования существовал образовательный онлайн-проект «Кандидат».
В 2013 году при КПРФ создан «Центр политической учебы при ЦК КПРФ», для своих партийных кадров.
В период существования молодёжного движения «Наши», действовал 2003-2008 годах Национальный институт «Высшая школа управления» (ВШУ), обучение в котором проходили комиссары движения, основной образовательной площадкой, был комиссарский летний лагерь Селигер. В 2009 году лагерь комиссаров, был реорганизован в открытый образовательный форум Селигер, на котором  образовательную программу для участников форума представлял «Московский государственный гуманитарный университет имени М. А. Шолохова».

## В искусстве
ВПШ увековечена в знаменитой песне А. А. Галича «Право на отдых»:

Тишина на белом свете, тишина,

Я иду и размышляю, не спеша, —

То ли стать мне президентом США,

То ли взять да окончить ВПШ!…— Право на отдых, или Баллада о том, как я навещал своего брата, находящегося на излечении в психбольнице в Белых Столбах.